# Ильинка (Хабаровский край)
Ильи́нка — село в Хабаровском районе Хабаровского края. Образует сельское поселение «Село Ильинка».

## География
Село Ильинка — спутник Хабаровска.
Дорога к селу Ильинка из Железнодорожного района идёт на юг от перекрёстка улицы Суворова и просп. 60 лет Октября.
Дорога к селу Ильинка из Индустриального района идёт на восток по транспортной развязке у поста ГИБДД «14-й км» (на трассе «Уссури»).
На восток от села Ильика идёт дорога к сёлам Некрасовка и Дружба, а на северо-восток — к селу Ракитное.

## Население
| 1992  | 2002  | 2010  | 2011  | 2012  | 2013  | 2014  |
| ----- | ----- | ----- | ----- | ----- | ----- | ----- |
| 2700  | ↗2738 | ↘2729 | ↗2738 | ↗2852 | ↘2827 | ↗2878 |
| 2015  | 2016  | 2017  | 2018  | 2019  | 2020  | 2021  |
| ↗2946 | ↗3005 | ↗3116 | ↗3164 | ↘3161 | ↘3148 | ↗3228 |

## Инфраструктура
- Сельскохозяйственные предприятия Хабаровского района.
- В окрестностях села Ильинка находятся садоводческие общества хабаровчан.